# ملعب 18 فيفري
ملعب 18 فبراير هو ملعب لكرة القدم يقع في بسكرة في الجزائر وهذا الملعب يستضيف مباريات نادي إتحاد بسكرة.

## مواضيع ذات صلة
- قائمة ملاعب كرة القدم في الجزائر